# 涙 NAMIDA ナミダ
「涙 NAMIDA ナミダ」（ナミダ ナミダ ナミダ）は、平野綾のシングルである。ランティスより2008年10月8日に発売された。

## 概要
- 今作は2008年夏の「NICE GIRL プロジェクト!」の一環で同プロジェクトのプロデューサーであるシャ乱Qのつんくがプロデュースする。
- なお、つんくが声優の楽曲をプロデュースしたのは今作が初めてである。
- 発売日は平野の誕生日であり、バースデイリリースとなった。
- 本作は、つんくとのコラボレーションシングルなので、ディスコグラフィ上ではシングルとしてはカウントされない。

## 収録曲
全作詞・作曲：つんく
1. 涙 NAMIDA ナミダ [4:05]
編曲：平田祥一郎
  - テレビ東京系アニメ『ヒャッコ』エンディングテーマ
2. WIN [4:17]
編曲：鈴木Daichi秀行
3. 涙 NAMIDA ナミダ (Off Vocal)
4. WIN (Off Vocal)